# Elisabeth Helene de Tour et Taxis
Titre
Épouse du prétendant au trône de Saxe
18 février 1932 – 9 août 1968
(36 ans, 5 mois et 22 jours)
Elisabeth Helene de Tour et Taxis (née à Ratisbonne le 15 décembre 1903 et morte à Munich le 22 octobre 1976) est une princesse de la maison de Tour et Taxis, devenue princesse de Saxe par mariage en 1923.

## Biographie

### Famille
Elisabeth Helene de Tour et Taxis, née au palais de Saint-Emmeram de Ratisbonne le 15 décembre 1903, est la fille unique et le sixième des huit enfants du prince Albert Ier de Tour et Taxis, chef de sa maison depuis 1895, et de l'archiduchesse Marguerite Clémentine de Habsbourg-Lorraine.

### Mariage et postérité
Le 16 juin 1923, Elisabeth Helene de Tour et Taxis épouse à Ratisbonne le prince Frédéric-Christian de Saxe, le second fils de Frédéric-Auguste III de Saxe et Louise-Antoinette de Habsbourg-Toscane. Frédéric-Christian succède à son père en qualité de chef de la maison royale de Saxe le 18 février 1932. 
Le couple a cinq enfants :
- Emmanuel de Saxe (1926-2012) ;
- Marie-Josèphe de Saxe (1928-2018) ;
- Anne de Saxe (1929-2012) ;
- Albert-Joseph de Saxe (1934-2012) ;
- Mathilde de Saxe (1936-2018).

### Mort
Elisabeth Helene de Tour et Taxis, veuve depuis 1968, meurt à l'âge de 72 ans à Ratisbonne, le 22 octobre 1976, où elle est inhumée, tout comme son mari, dans la chapelle de la crypte du Schloss Sankt Emmeram, anciennement abbaye Saint-Emmeran.

## Honneurs
Elisabeth Helene est :
- Grande-maîtresse de l'ordre de Sidonie (Royaume de Saxe) ;
- Dame noble de l'ordre de la Croix étoilée, Autriche-Hongrie ;
- Dame d'honneur de l'ordre de Thérèse (Royaume de Bavière) ;
- Dame Bailli Grand-croix d'honneur et de dévotion de l'ordre souverain de Malte.